# Ibn al-Nafis
Ala-al-Din Abu al-Hassan Ali ibn Abi-Hazm al-Qarshi al-Dimashqi (علاء الدين أبو الحسن عليّ بن أبي حزم القرشي الدمشقي), plus connu sous le nom Ibn Al Nafis (ابن النفيس), né près de Damas vers 1210 et mort au Caire en 1288, est un médecin et théologien arabe syrien qui exerça et enseigna dans les hôpitaux de Damas et du Caire au XIIIe siècle.
Il est connu pour avoir été le premier à décrire la petite circulation sanguine ou circulation pulmonaire, au Caire en 1242.

## Biographie
Il apprend la médecine auprès de Al-Dakhwar (Dakhour) (1170-1230) médecin-chef de l'hôpital Nuri de Damas. 
Il est le compagnon d'études de Ibn Abi Usaybi'a, auteur d'une grande biobibliographie de médecins. Celui-ci ne mentionne pas Ibn Nafis dans le chapitre consacré à ses contemporains : une grande rivalité ou une inimitié personnelle aurait existé entre les deux hommes.
Ibn Nafis enseigne la médecine à son tour à l'hôpital Nuri  avant de se rendre au Caire, en Égypte, à la demande du sultan. Il est médecin ou enseignant dans plusieurs hôpitaux de la ville, pour y rester presque toute sa vie. 
Écrivain médical prolifique, il devient aussi une autorité en loi religieuse, logique et théologie. À sa mort en 1288, il lègue sa maison et sa bibliothèque à l'hôpital Mansuri, récemment construit, du Caire.
Un de ses élèves de Damas est le médecin chrétien Ibn al-Quff (en), auteur du premier traité chirurgical arabe (consacré uniquement à la chirurgie).

## Ses écrits

### Textes médicaux

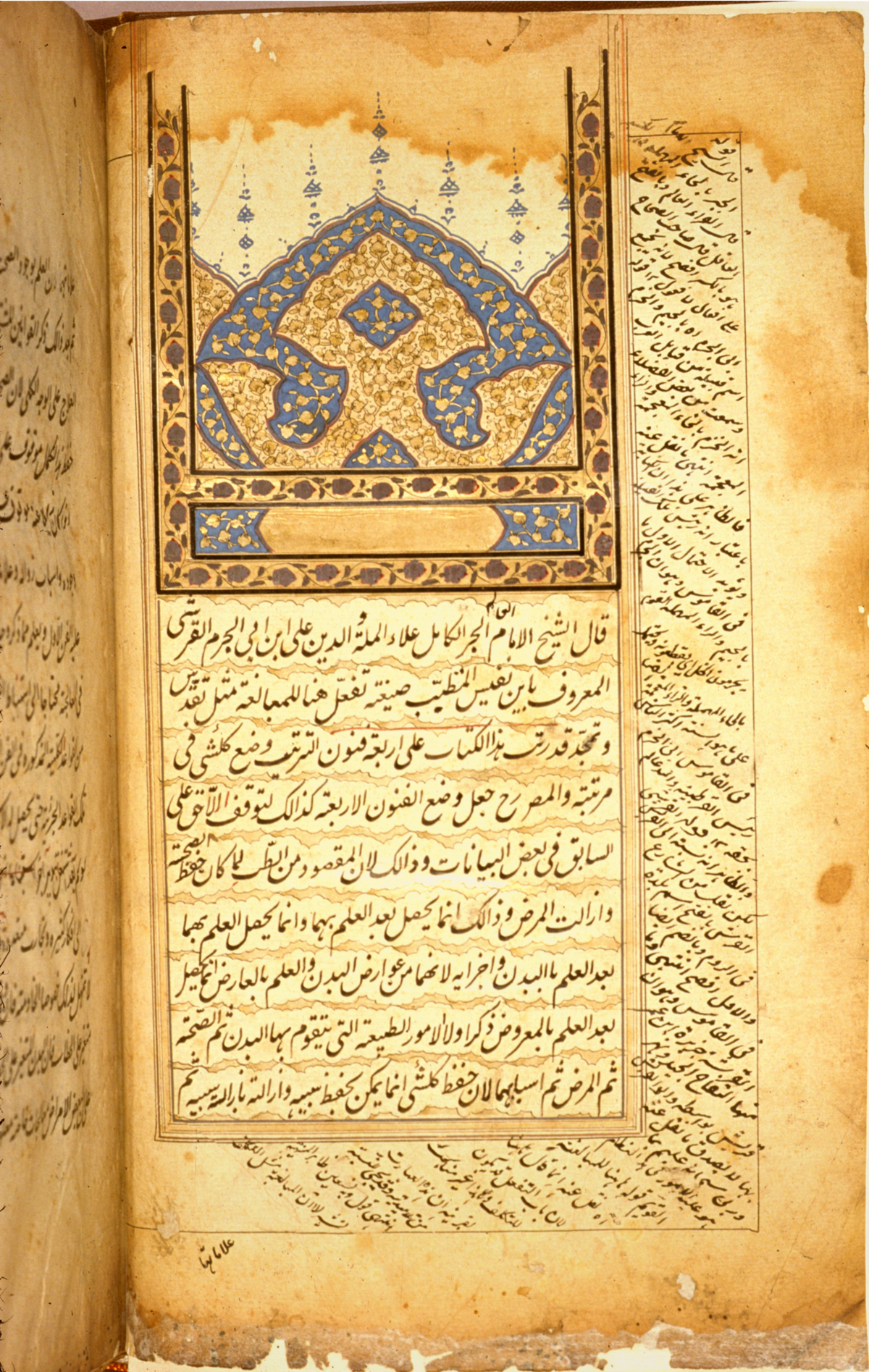
La page d'ouverture des travaux médicaux d'Ibn Nafis

Il rédige une énorme compilation médicale, une encyclopédie prévue en 300 volumes, mais qui reste inachevée à 80 volumes en raison de sa mort. Seuls trois de ces derniers nous sont parvenus  :  le manuscrit est de nos jours disponible à Damas.
Ses autres ouvrages médicaux sont un livre sur l'ophtalmologie, un commentaire sur les Questions sur la médecine pour les étudiants d'Hunayn ibn Ishaq, un abrégé du Quanun d'Avicenne Mujiz al-Qanun,  et Kitab al-Mukhtar fi al-Aghdhiya, relatif aux effets du régime sur la santé, et de nombreux « commentaires » sur des livres d'Hippocrate.
Dans ses commentaires, Ibn Nafis se montre critique et imaginatif, en proposant des théories inédites. Par exemple, l'origine du sperme faisait l'objet de deux théories, celle d'Avicenne qui le disait produit à partir du sang, dont l'humidité se répand sur tous les organes comme la rosée, et celle d'Hippocrate qui le faisait venir des liquides du cerveau et de la moelle épinière. Ibn Nafis propose une synthèse de ces deux théories, dans laquelle la rosée s'évapore vers le cerveau et redescend vers les testicules, le passage par le cerveau expliquant notamment  la blancheur du sperme.
Le plus important de ses livres est un commentaire sur l'intégralité du Quanun Sharh al-Quanun, accompagné d'un commentaire séparé sur l'anatomie du Quanun Sharh tashrih al-Quanun où se trouve l'exposé sur la petite circulation pulmonaire.

### Textes littéraires
Ibn Nafis a également écrit de nombreux ouvrages de théologie, droit, grammaire et logique.
Son ouvrage littéraire le plus connu est Al-Risalah al-Kamiliyyah fi l-Sira al-Nabawiyyah, édité en Occident sous le titre Theologus Autodidactus (Le Théologien autodidacte). Ce livre raconte l'histoire d'un homme qui grandit tout seul sur une île, et qui, par sa seule réflexion, arrive à atteindre un savoir rationnel convenable ainsi que la connaissance de l'Islam. Ibn Nafis montre dans cet ouvrage son aptitude particulière à la spéculation.

## Découverte de la circulation pulmonaire
Le commentaire séparé sur l'anatomie du Quanun a été perdu très tôt, puisque dès le XIVe siècle, des médecins se plaignent que la plupart des copies du commentaire du Quanun ne contiennent pas la partie sur l'anatomie.
Ce texte est retrouvé en 1924, lorsqu'un médecin égyptien, Muhyi Al-Deen Al-Tatawi, intéressé par l'histoire de la médecine arabe, découvre un manuscrit d'Ibn-Nafis intitulé Commentaires sur l'Anatomie du Canon d'Ibn Sina (Avicenne) dans la Bibliothèque d'État Prussienne devenue Bibliothèque d'État de Berlin.
Dans cet ouvrage, Ibn Nafis interprète de façon critique les descriptions anatomiques d'Avicenne basées sur Aristote et Galien. Selon ce modèle galénique classique, il existerait un passage direct du sang entre les deux ventricules du cœur, avec circulation à double sens dans la veine pulmonaire. 
Ibn Nafis se situe dans un courant hippocratique particulier, celui du pneumatisme (le corps est animé par des « souffles »), alors qu'Avicenne est plutôt aristotélicien (le corps est animé par des « âmes »). Cette importance accordée aux souffles peut expliquer l'intérêt porté par Ibn Nafis à ce qui se passe entre le cœur et les poumons.  Selon le pneumatisme, les vaisseaux sanguins ne contiennent pas que du sang, ils transportent également (surtout les artères) des souffles ou pneumas, le souffle respiratoire étant à la source du pneuma vital qui maintient la vie organique et la vie psychique. 
En préambule, il affiche son attachement à la religion et au respect de l'interdit de la dissection du corps humain, tout en insistant sur l'intérêt des études anatomiques sur l'animal et sur les « personnes mortes par strangulation ». Le cadre hospitalier dans lequel il travaillait, était propice à l'observation de personnes vivantes gravement blessées, « mais peut-être aussi de cadavres, au prix d'une discrète transgression ».

Le passage décisif est le suivant :
« Une fois que le sang a été raffiné dans cette cavité [le ventricule droit du cœur], il doit nécessairement passer dans la cavité gauche du cœur, là où se forme le souffle vital. Or il n'y a pas de passage entre ces deux cavités, car la substance du cœur en cet endroit est compacte, ne comportant ni de passage comme on le croyait communément, ni de passage inapparent qui permettrait le passage du sang comme l'a imaginé Galien. Les pores du cœur en cet endroit sont fermés et la substance du cœur épaisse. Aussi une fois raffiné, le sang doit nécessairement passer de la veine artérieuse (artère pulmonaire) au poumon pour se répandre dans la masse, se mélanger à l'air, purifier la partie la plus fine puis pénétrer dans l'artère veineuse (veine pulmonaire) qui l'amène à la cavité gauche du cœur. Ce sang mélangé à l'air est devenu apte à générer le souffle vital ».
Ibn Nafis innove, en réfutant l'anatomie galénique classique : il n'y a pas de troisième ventricule cardiaque (la paroi interventriculaire) et de passage entre les deux ventricules, ni de circulation à double sens dans la veine pulmonaire. Toutefois, cette découverte n'a pas d'implication sur la théorie galénique dans son ensemble, si ce n'est qu'elle clarifie, aux yeux d'Ibn Nafis, la formation du pneuma vital dans le cœur.

## Conséquences

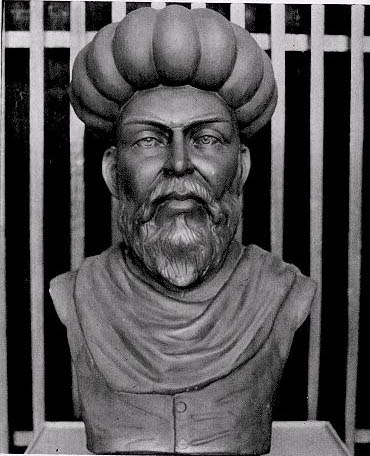
Buste d'Ibn Nafis

Selon Danielle Jacquart, il n'est guère possible, d'après les données disponibles, de dire si la découverte d'Ibn-Nafis relève de l'observation ou d'un raisonnement logique (basé sur l'utilité et les causes finales). 
Sa découverte, présentée comme une simple affirmation (dans le cadre d'un ensemble d'autres opinions personnelles), est passée inaperçue dans le monde arabe. 
En Europe, un de ses ouvrages Commentaires du Canon d'Ibn Sina a été tardivement traduit en latin et publié à Venise, en 1527, par Andrea Alpago, qui avait été médecin du Consulat de Venise à Damas, en contact avec l'éminent médecin Ibn Makkî. Toutefois, cet ouvrage de 1527 ne contient pas le texte sur la circulation pulmonaire, mais une transmission orale d'Alpago en Italie reste possible.
À partir du XIVe siècle, en Europe, l'existence du passage entre les deux ventricules fait l'objet d'un débat fourni. Il est possible que ceux qui nient ce passage, comme Michel Servet, aient eu l'écho d'Ibn-Nafis, mais « aucune preuve ne vient le confirmer aux yeux de l'historien ». À l'instar d'Ibn-Nafis, les médecins européens reconnaissant la circulation pulmonaire restent dans leur cadre conceptuel initial.
Finalement, au XVIIe siècle, les travaux de William Harvey établissent la grande circulation sanguine comprenant la circulation pulmonaire d'Ibn-Nafis, mais dans un cadre conceptuel différent, en dehors de la théorie des humeurs et de la formation d'un pneuma vital dans le cœur.

## Postérité
Le visual novel Ibn al-Nafis, développé par le studio japonais Ramadan Soft, retrace l'histoire d'Ibn-Nafis.